# 市山 (印第安納州)
市山（英語：Town Hill）是位於美國印地安納州布朗縣的一個非建制地區。該地的面積和人口皆未知。

## 地理
市山的座標為39°11′53″N 86°14′48″W / 39.19806°N 86.24667°W，而該地的平均海拔高度為238米（即781英尺）。